# 티리스젬무르주

티리스젬무르주

티리스젬무르주(아랍어: ولاية تيرس زمور, 프랑스어: Tiris Zemmour)는 모리타니 최북단에 위치한 주로, 주도는 주에라트이며 면적은 252,900km2, 인구는 53,586명(2000년 기준)이다. 북동쪽으로는 알제리, 동쪽으로는 말리와 국경을 맞대고 있고 남쪽으로는 아드라르주, 서쪽과 북서쪽으로는 서사하라와 인접해 있으며 3개 현(비르모그레인현, 프데리크현, 주에라트현)을 관할한다.

## 같이 보기
- 티리스알가르비야주